# Euploea baweanica
Euploea baweanica är en fjärilsart som beskrevs av Hans Fruhstorfer 1910. Euploea baweanica ingår i släktet Euploea och familjen praktfjärilar. Inga underarter finns listade i Catalogue of Life.